# Asphalt Xtreme
Asphalt Xtreme (укр. Асфальт Ікстрім), також відома під назвою Asphalt Xtreme: Rally Racing (укр. Асфальт Ікстрім: Ралійні перегони) — перегонова відеогра 2016 року, розроблена Gameloft Madrid і Gameloft Barcelona та видана спочатку Gameloft, а потім Netflix. Тринадцята велика гра і єдине видання про позашляхові перегони в серії Asphalt. Вийшла 27 жовтня 2016 року для мобільних пристроїв на Android та iOS. Версія для пристроїв з Windows 10 з'явилася в Microsoft Store кількома днями пізніше, 3 листопада 2016 року. Гра більше не підтримується компанією Gameloft, наразі її підтримує Netflix.
Розробка тривала з серпня 2015 року по вересень 2017 року і була припинена після звільнення 60 осіб і закриття мадридської студії Gameloft.
З листопада 2021 року, завдяки контракту між Gameloft та Netflix, Netflix почав хостинг серверів Asphalt Xtreme для мобільних версій гри, а також перевипустив додаток у Google Play та App Store. Гравці повинні мати обліковий запис Netflix з активною підпискою, щоб грати в гру.

## Музичний супровід
До саундтреку відеогри Asphalt Xtreme були дотичні такі виконавці, як: Rise Against, Eagles of Death Metal, Finger Eleven, Nothing But Thieves, The Dead Weather, Barns Courtney, Wavves, Cage the Elephant, Drenge, Battle Tapes, Ratatat, Monster Truck, DJ Tiësto, Swanky Tunes тощо.

## Розробка
За чутками, гра має той самий фізичний рушій, що й Asphalt 8: Airborne та Asphalt Nitro. Asphalt Xtreme — перегонова гра на бездоріжжі в серії Asphalt. В оновленні Asphalt 8 в Ріо з'являється білборд з постером Asphalt Xtreme.

### Вимкнення
Починаючи з вересня 2021 року, внутрішньоігрові покупки були недоступні. Вимкнення було розпочато 10 вересня 2021 року, а була повністю вимкнена 30 вересня 2021 року. З 1 жовтня 2021 року гра перестала бути доступною в магазинах застосунків для всіх підтримуваних пристроїв після відключення.

### Повторний запуск
З листопада 2021 року, завдяки контракту між Gameloft та Netflix, Netflix знову почав розміщувати сервери для гри. Гра знову з'явилася на платформах додатків під назвою Netflix, а не Gameloft. Гравці повинні мати обліковий запис Netflix з активною підпискою, щоб грати в гру.

## Огляди
| Агрегатор  | Оцінка |
| ---------- | ------ |
| Metacritic | 76/100 |

Asphalt Xtreme отримала оцінку 76 зі 100 на Metacritic.